# 中米統合機構

中米統合機構
Sistema de la Integración Centroamericana

地域の標語：«Paz, Democracia, Libertad y Desarrollo.»
（平和、民主主義、自由、発展。）
地域の歌：Himno de Centroamérica（旧中央アメリカ連邦の国歌『ラ・グラナデーラ』）

中米統合機構（ちゅうべいとうごうきこう、スペイン語: Sistema de la Integración Centroamericana; SICA、英語: Central American Integration System）は、中央アメリカ諸国の政府間組織で、中米機構 (ODECA) を継承するかたちでテグシガルパ議定書により設立され、域内の経済統合を目的としている。スペイン語を組織の公用語としている。
国連総会にオブザーバー資格を持ち、国連本部にも常設の事務所をもつ。グアテマラ、エルサルバドル、ホンジュラス、ニカラグアの4か国はCA4（中米4か国）連合として政治、文化、出入国管理の統合を図っている。CA4にはコスタリカも加入した。

## 構成国

### 加盟国
- コスタリカ
- エルサルバドル
- グアテマラ
- ホンジュラス
- ニカラグア
- パナマ
- ベリーズ（2001年加盟）
- ドミニカ共和国（2013年正式加盟）

### 域内オブザーバー
- メキシコ（2004年参加）
- チリ（2007年参加）
- ブラジル（2008年参加）
- アルゼンチン（2008年参加）
- ペルー（2011年参加）
- アメリカ合衆国（2011年参加）
- エクアドル（2012年参加）
- ウルグアイ（2012年参加）
- コロンビア（2012年参加）
- カナダ（2018年参加）
- ボリビア（2018年参加）

### 域外オブザーバー
- 中華民国（台湾）（2000年参加）
- スペイン（2004年参加）
- ドイツ（2007年参加）
- イタリア（2008年参加）
- 日本（2009年参加）
- オーストラリア（2011年参加）
- 韓国（2011年参加）
- フランス（2011年参加）
- バチカン（2012年参加）
- イギリス（2012年参加）
- 欧州連合（2013年参加）
- ニュージーランド（2013年参加）
- モロッコ（2014年参加）
- カタール（2014年参加）
- トルコ（2014年参加）
- マルタ騎士団（2015年参加）
- セルビア（2015年参加）
- ロシア（2018年参加）
- スウェーデン（2018年参加）
- エジプト（2018年参加）
- ジョージア（2018年参加）

## 脚註
1. ↑  United Nations list of observing international organizations
2. ↑  Central American Integration System: representation in New York